# Otto Horrebow

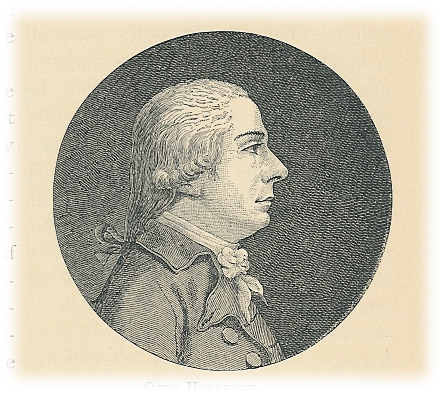
Otto Horrebow.

Otto Horrebow, född den 25 februari 1769 i Köpenhamn, död där den 10 juli 1823, var en dansk teolog, rationalist och samhällsdebattör, son till astronomen Christian Horrebow, bror till läkaren Magnus Horrebow.
Horrebow blev teologie kandidat 1793 med utmärkelse samt fick en viss betydelse som en av deismens mera framstående målsmän i slutet av 1700-talet. Övertygad om att "tron förmörkar förnuftet", att bibeln är av ett rent mänskligt ursprung och Jesus endast en stor filosof samt att all sann religion endast är sedelära, uppträdde Horrebow, i skriften Er det en christelig Lærers Pligt at lyve for Almuen (1796), mot sin meningsfrände Bastholm, därför att denne velat försvara, att prästen för menighetens skull predikar trosläror, som han själv inte hyllar. 
Ännu häftigare angrep han dock den kristna trons varma förkämpe biskop Balle i Harlekin Præst och sedermera (1797-1801) i veckoskriften Jesus og Fornuften. Vidare skrev han Voltaires Domme om Religion og Bibel (1798). Hans anseende som tänkare fick emellertid ett hårt slag, då Ørsted 1798 blottade hans obekantskap med Kants filosofi, vilken han ständigt åberopade. Vid sin död var han nästan bortglömd.